# جواز سفر سوري
جواز السفر السوري هو بمثابة بطاقة شخصية دولية لكل مواطن يحمل الجنسية السورية يتم بموجبها السماح له بدخول أي دولة أجنبية عند تحقيق شروط الدخول إليها. ويتضمن جواز السفر نفس المعلومات التي تتضمنها البطاقة الشخصية مضافاً إليها تأشيرة بالخروج من الدولة وفي بعض الأحيان تأشيرة الدخول إلى الدولة التي ينوي المواطن السفر إليها، والتي يتم الحصول عليها من سفارة قد كان الجواز السوري فيما سبق من الأغلى في العالم بتكلفة 800 دولار أمريكي، حتى خفضت الحكومة تسعيرة الجواز إلى النصف بالنسبة لمن هو خارج سوريا.

## أنواع جوازات السفر السورية
تصدر في سوريا سبعة أنواع من جوازات السفر:
1. جواز سفر عادي (P): يمنح للمواطنين المدنيين ويتم منحه من وزارة الداخلية (إدارة الهجرة والجوازات) ومن البعثات الدبلوماسية السورية في الخارج.[4]

ملاحظة: بالنسبة للجوازات القابلة للتجديد، لا تجدد حتى يكون فيها مدة أقل من ثلاثة أشهر، أو يطلب تغيير الجواز.
1. جواز سفر دبلوماسي :  تصرف للفئات التالية ويتم منحه من وزارة الخارجية (إدارة المراسم):
أ- الوزراء
ب- رئيس مجلس الشعب ونائب الرئيس
جـ- أعضاء السلكين السياسي والقنصلي وأعضاء بعثات الجمهورية العربية السورية للمنظمات الدولية والنظراء لأعضاء السلك الدبلوماسي
د-الملحقين الفنيين على اختلاف درجاتهم بالبعثات الدبلوماسية في الخارج
هـ- الأعضاء الموفدين من الجمهورية العربية السورية لدى الأجهزة الرئيسية للأمم المتحدة وهي الجمعية العامة ومجلس الأمن والمجلس الاقتصادي والاجتماعي ومجلس الوصاية ومحكمة العدل الدولية وذلك أثناء تأدية مهمتهم.
و- حاملي الحقائب الدبلوماسية
ز- وزراء الخارجية السابقين.
ح- الزوجات والأولاد القُصَّر والبنات غير المتزوجات لأفراد الفئات الواردة في البنود الخمسة الأولى من هذه المادة وذلك في حالة سفرهم بمفردهم.
2. جواز سفر خاص :تصرف للفئات التالية ويتم منحه من وزارة الخارجية (إدارة المراسم):
أ- محافظي المحافظات السورية.
ب- الموظفين العاملين من درجة وكيل وزارة فما فوق ومن في حكمهم.
جـ- أعضاء مجلس الشعب.
د- الوزراء السابقين.
هـ- السفراء والوزراء المفوضين السابقين بشرط أن لا يكونوا قد فصلوا بقرار تأديبي.
و- الموظفين السوريين في جامعة الدول العربية الذين يعتبرون نظراً لأعضاء البعثات الدبلوماسية وذلك أثناء تنقلاتهم الرسمية.
ز- الموظفين الإداريين والكتابيين الملحقين بالبعثات الدبلوماسية وبعثات الجمهورية العربية السورية لدى المنظمات الدولية.
ح- زوجات أفراد الفئتين (أ) و (جـ) وأولادهم القصر.
ط- زوجات أفراد الفئات الأخرى وأولادهم القصر المسافرين في صحبتهم.
3. جواز سفر لمهمة: تصرف للفئات التالية ويتم منحه من وزارة الخارجية (إدارة المراسم):
أ- محافظي المحافظات السورية.
ب- موظفي الدولة الموفدين في مهمة رسمية إلى الخارج كالمؤتمرات والاجتماعات والمعارض والهيئات الدولية غير ما سبق ذكرها وذلك بناء على طلب من وزير الخارجية.
جـ- الموفدين لتمثيل الجمهورية العربية السورية في إحدى الوكالات المتخصصة للأمم المتحدة.
د- زوجات أفراد الفئة (أ) وأولادهم القصر.
هـ- زوجات أفراد الفئات الأخرى وأولادهم القصر المسافرين في صحبتهم
جواز السفر لمهمة ينتهي العمل به بمجرد الانتهاء من المهمة ووصول حامله إلى الأراضي السورية أما جوازي السفر الدبلوماسي والخاص فيفقد قيمته عند وصول حامله إلى الأراضي السورية كون جواز السفر الدبلوماسي والخاص يفقد حصانته عند وصول حامله إلى الدولة التي منحته جواز السفر الدبلوماسي أو الخاص
جواز سفر الحج: تصرف للمواطنين الراغبين بأداء الحج ويكون صالحا للسفر لمرة واحدة وتنتهي صلاحيته بعد الوصول إلى الأراضي السورية ويتم منحه من وزارة الداخلية (إدارة الهجرة والجوازات) بالتنسق مع وزارة الأوقاف (مديرية الحج والعمرة).
4. جواز سفر بحري: تصرف لبحارة السفن ويتم منحه من وزارة النقل (إدارة التفتيش البحري).
5. جواز سفر جوي: تصرف لهيئة قيادة الطائرات ويتم منحه من وزارة النقل (المؤسسة العامة للطيران المدني)

كما أن الحكومة السورية تصدر نوعين من وثائق السفر
1. وثيقة سفر خاصة للاجئين الفلسطينيين: تصرف للفلسطينيين الذين نزحوا إلى سوريا إبان حرب 1948 ويتم منحه من وزارة الداخلية (إدارة الهجرة والجوازات) والبعثات الدبلوماسية السورية في الخارج.
2. وثيقة عبور: تصرف للمواطنين وحملة وثيقة اللاجئين الفلسطينيين ويتم منحه من البعثات الدبلوماسية السورية في الخارج وذلك لتسهيل وصولهم من مكان تواجدهم إلى الأراضي السورية عند فقدان جواز أو وثيقة سفر اللاجئين الفلسطينيين خارج الأراضي السورية.

## بلدان تسمح بدخول حاملي جواز السفر السوري دون تأشيرات
يُسمح لحاملي جواز السفر السوري بدخول عدد من الدول دون الحاجة إلى تأشيرة مسبقة، وذلك إما استنادًا إلى مبدأ المعاملة بالمثل، أو نتيجة لأنظمة هجرة لا تفرض تأشيرات على بعض الجنسيات، ومنها الجنسية السورية.
حتى عام 2025، يُمكن للمواطنين السوريين السفر دون تأشيرة أو الحصول على تأشيرة عند الوصول إلى نحو 40 دولة وإقليماً حول العالم, وفيما يلي أمثلة على بعض أبرز هذه الدول:
1. ماليزيا – يُعفى المواطنون السوريون من التأشيرة لمدة تصل إلى 30 يومًا.
2. لبنان – يُسمح بالدخول دون تأشيرة، مع وجود بعض الشروط المتعلقة بالإقامة والوثائق المطلوبة.
3. المالديف  – تُمنح تأشيرة عند الوصول لمدة 30 يومًا لجميع الجنسيات، بشرط وجود جواز سفر صالح، وتذكرة عودة، وإثبات القدرة المالية على تغطية نفقات الإقامة.
4. ميكرونيسيا – يحصل السوريون على إعفاء من التأشيرة السياحية لمدة تصل إلى 30 يومًا عند الوصول، صالح للسياحة فقط، مع اشتراط وجود جواز سفر ساري لمدة كافية وتذكرة عودة وإثبات القدرة المالية.

## كيفية الحصول على جواز السفر السوري
يعطى المواطن السوري  جواز سفر عادي من النوع (P) بعد التقدم بطلب خطي لذلك إلى إدارة الهجرة والجوازات أو أحد فروعها في المحافظات أو إلى أي من السفارات السورية حول العالم
```
يشترط للحصول على جواز السفر تقديم مجموعة من الوثائق الرسمية
[
6
]
، من بينها:
```

- طلب خطي للحصول على الجواز.

- صور شخصية حديثة بخلفية بيضاء (وفق المواصفات المحددة من قبل الجهة المختصة).

- وثائق إثبات شخصية (مثل البطاقة الشخصية أو إخراج قيد مدني أو جواز سفر سابق).

## صلاحية جواز السفر السوري وتجديده
يعطى المواطن السوري جواز سفر عادي (P) صالح لمدة 6 أعوام. في السابق، كانت صلاحية جواز السفر تُمنح لمدة سنتين ونصف فقط للذكور الذين تجاوزوا سن 18 ولم ينهوا خدمة العلم، وذلك كنوع من التقييد الإداري المرتبط بالخدمة العسكرية.
لكن بعد سقوط نظام الأسد، تغير هذا الإجراء وأصبح يُمنح جواز السفر لجميع السوريين لمدة 6 سنوات بغض النظر عن موقفهم من الخدمة الإلزامية.

## المزايا الأمنية لجواز السفر السوري
كغيره من جوازات السفر التي تصدرها الحكومات المختلفة حول العالم. يتمتع جواز السفر السوري بعدة مزايا أمنية تمنع التزوير. وتضم هذه المزايا ما يلي:
- الورق الخاص الذي يحمل علامة مائية.
- الطباعة بخطوط دقيقة يصعب تقليدها على كل صفحة من صفحات الجواز لصورة مختلفة.
- الحبر الخفي الموجود على كل صفحات الجواز والذي يظهر بالأشعة فوق البنفسجية فقط.
- احتواه على سطرين من الرموز المقروءة على الحاسب (MRZ) في الصفحة الأولى مع رموز للتحقق.
- احتواه على الرقم الوطني للسوريين الذين يملكون رقماً وطنياً وبالتالي مقارنة ذلك الرقم مع الهوية السورية عند الحاجة.
- احتواه على ثقوب في الورق على شكل رقم جواز السفر موجودة على كافة صفحات الجواز.
- شريحة بيومترية

## انظر ايضاً
- قانون الجنسية السورية